# Светско првенство у хокеју на леду 2014 — Дивизија II
Светско првенство друге дивизије 2014. представљало је 14. по реду репрезентативно такмичење у хокеју на леду у организацији Међународне хокејашке федерације (ИИХФ). Првенство се одржавало у периоду од 5. до 15. априла 2014. године. Домаћин такмичења у групи А био је град Београд док су се утакмице групе Б играле у шпанској Хаки. Учествовало је укупно 12 екипа подељених у две групе са по 6 тимова.
Победник групе А постала је селекција Естоније којој је то уједно била 4. титула у овом рангу такмичења. Естонци су на тај начин обезбедили наступ у групи Б прве дивизије за светско првенство 2015. године. Медаље су још освојиле и селекције Исланда (сребро) и Србије (бронза). Најслабији резултат остварила је селекција Израела која је тако испала у групу Б за наредну сезону, а њено место заузеће селекција Шпаније која је освојила прво место у групи Б. Поред Шпаније, медаље у овој групи освојиле су још и селекције Мексика (сребро) и Новог Зеланда (бронза). У трећу дивизију вратила се селекција Турске.

## Учесници
На првенству учествује 12 националних селекција подељених у две квалитетне скупине са по 6 екипа, од којих је 7 из Европе, две из Океаније и по једна из Америке, Азије и Африке.
У односу на претходну годину новајлије на првенству су селекције Естоније која је 2013. испала из прве дивизије (група Б) и Јужна Африка која је победила на првенству треће дивизије 2013. године.
| Репрезентација | Резултат у 2013. години       |
| -------------- | ----------------------------- |
| Естонија       | 6. место у Дивизији I група Б |
| Белгија        | 2. место Дивизија II, група А |
| Исланд         | 3. место Дивизија II, група А |
| Аустралија     | 4. место Дивизија II, група А |
| Србија         | 5. место Дивизији II, група А |
| Израел         | 1. место Дивизија II, група Б |

| Репрезентација | Резултат у 2013. години       |
| -------------- | ----------------------------- |
| Шпанија        | 6. место Дивизија II, група А |
| Нови Зеланд    | 2. место Дивизија II, група Б |
| Мексико        | 3. место Дивизија II, група Б |
| Кина           | 4. место Дивизија II група Б  |
| Турска         | 5. место Дивизија II, група А |
| Јужна Африка   | 1. место у Дивизији III       |

## Турнир групе А
Такмичење у групи А одржавало се од 9. до 15. априла у главном граду Србије Београду. Све утакмице играле су се у леденој дворани Пионир капацитета 2.000 места за хокејашке утакмице. Победник турниа селекција Естоније обезбедила је пласман у виши ранг, на светско првенство дивизије I у 2015. (група Б), док је последњепласирана селекција Израела испала у групу Б друге дивизије.

### Резултати групе А
Сатница је по локалном времену (УТЦ+2)
| 9. април 2014. 13:00 | Исланд | 1 : 4 (0:1, 1:2, 0:1) | Естонија | ЛД Пионир, Београд Посетилаца: 50 |

| Извор  | Извор         | Извор  | Извор | Извор                                                         |
| ------ | ------------- | ------ | ----- | ------------------------------------------------------------- |
|        |               |        |       | Судије Лука Камсек Линијске судије Давид пардув Маријуш Смура |
|        |               |        |       |                                                               |
| 22 мин | Искључења     | 18 мин |       |                                                               |
| 14     | Шутеви на гол | 38     |       |                                                               |

| 9. април 2014. 16:30 | Израел | 4 : 3 (П) (0:1, 0:1, 3:1, 1:0) | Аустралија | ЛД Пионир, Београд Посетилаца: 27 |

| Извор  | Извор         | Извор  | Извор | Извор                                                                  |
| ------ | ------------- | ------ | ----- | ---------------------------------------------------------------------- |
|        |               |        |       | Судије Пшемислав Кепа Линијске судије Тибор фазекаш Адријан Топарчеану |
|        |               |        |       |                                                                        |
| 10 мин | Искључења     | 22 мин |       |                                                                        |
| 44     | Шутеви на гол | 25     |       |                                                                        |

| 9. април 2014. 20:00 | Белгија | 8 : 3 (3:0, 2:2, 3:1) | Србија | ЛД Пионир, Београд Посетилаца: 1.021 |

| Извор  | Извор         | Извор  | Извор | Извор                                                              |
| ------ | ------------- | ------ | ----- | ------------------------------------------------------------------ |
|        |               |        |       | Судије Том Дарнел Линијске судије Давид Чирнер Јероен ван дер Берг |
|        |               |        |       |                                                                    |
| 16 мин | Искључења     | 36 мин |       |                                                                    |
| 28     | Шутеви на гол | 41     |       |                                                                    |

| 10. април 2014. 13:00 | Естонија | 5 : 1 (4:1, 1:0, 0:0) | Аустралија | ЛД Пионир, Београд Посетилаца: 23 |

| Извор | Извор         | Извор  | Извор | Извор                                                                  |
| ----- | ------------- | ------ | ----- | ---------------------------------------------------------------------- |
|       |               |        |       | Судије Пшемислав Кепа Линијске судије Давид Пардув Јероен ван дер Берг |
|       |               |        |       |                                                                        |
| 4 мин | Искључења     | 12 мин |       |                                                                        |
| 54    | Шутеви на гол | 11     |       |                                                                        |

| 10. април 2014. 16:30 | Белгија | 3 :6 (2:2, 1:0, 0:4) | Исланд | ЛД Пионир, Београд Посетилаца: 72 |

| Извор  | Извор         | Извор  | Извор | Извор                                                             |
| ------ | ------------- | ------ | ----- | ----------------------------------------------------------------- |
|        |               |        |       | Судије Том Дарнел Линијске судије Адријан Топарчеану Давид Чирнер |
|        |               |        |       |                                                                   |
| 14 мин | Искључења     | 20 мин |       |                                                                   |
| 40     | Шутеви на гол | 38     |       |                                                                   |

| 10. април 2014. 20:00 | Србија | 10 : 6 (4:0, 2:3, 4:3) | Израел | ЛД Пионир, Београд Посетилаца: 1.124 |

| Извор  | Извор         | Извор  | Извор | Извор                                                           |
| ------ | ------------- | ------ | ----- | --------------------------------------------------------------- |
|        |               |        |       | Судије Александар Биро Линијске судије Реми Аусум Маријуш Смура |
|        |               |        |       |                                                                 |
| 22 мин | Искључења     | 36 мин |       |                                                                 |
| 35     | Шутеви на гол | 44     |       |                                                                 |

| 12. април 2014. 13:00 | Белгија | 4 : 3 (П) (1:3, 2:0, 0:0, 1:0) | Израел | ЛД Пионир, Београд Посетилаца: 300 |

| Извор | Извор         | Извор | Извор | Извор                                                             |
| ----- | ------------- | ----- | ----- | ----------------------------------------------------------------- |
|       |               |       |       | Судије Александар Биро Линијске судије Тибор Фазекаш Давид Пардув |
|       |               |       |       |                                                                   |
| 4 мин | Искључења     | 6 мин |       |                                                                   |
| 44    | Шутеви на гол | 35    |       |                                                                   |

| 12. април 2014. 16:30 | Исланд | 3 : 2 (П) (1:0, 0:2, 1:0; 1:0) | Аустралија | ЛД Пионир, Београд Посетилаца: 300 |

| Извор | Извор         | Извор  | Извор | Извор                                                               |
| ----- | ------------- | ------ | ----- | ------------------------------------------------------------------- |
|       |               |        |       | Судије Том Дарнел Линијске судије Маријуш Смура Јароен ван ден Берг |
|       |               |        |       |                                                                     |
| 2 мин | Искључења     | 10 мин |       |                                                                     |
| 29    | Шутеви на гол | 33     |       |                                                                     |

| 12. април 2014. 20:00 | Естонија | 5 : 2 (1:1, 2:0, 2:1) | Србија | ЛД Пионир, Београд Посетилаца: 1.274 |

| Извор  | Извор         | Извор | Извор | Извор                                                     |
| ------ | ------------- | ----- | ----- | --------------------------------------------------------- |
|        |               |       |       | Судије Лука Камшек Линијске судије Реми Асум Давид Чирнер |
|        |               |       |       |                                                           |
| 12 мин | Искључења     | 8 мин |       |                                                           |
| 51     | Шутеви на гол | 23    |       |                                                           |

| 14. април 2014. 13:00 | Аустралија | 7 : 1 (2:0, 4:1, 1:0) | Белгија | ЛД Пионир, Београд Посетилаца: 310 |

| Извор  | Извор         | Извор  | Извор | Извор                                                               |
| ------ | ------------- | ------ | ----- | ------------------------------------------------------------------- |
|        |               |        |       | Судије Александар Биро Линијске судије Реми Асум Адријан Топарчеану |
|        |               |        |       |                                                                     |
| 37 мин | Искључења     | 12 мин |       |                                                                     |
| 23     | Шутеви на гол | 36     |       |                                                                     |

| 14. април 2014. 16:30 | Израел | 3 : 16 (0:6, 1:4, 2:6) | Естонија | ЛД Пионир, Београд Посетилаца: 320 |

| Извор  | Извор         | Извор  | Извор | Извор                                                         |
| ------ | ------------- | ------ | ----- | ------------------------------------------------------------- |
|        |               |        |       | Судије Лука Камшек Линијске судије Тибор Фазекаш Давид Пардув |
|        |               |        |       |                                                               |
| 24 мин | Искључења     | 16 мин |       |                                                               |
| 14     | Шутеви на гол | 68     |       |                                                               |

| 14. април 2014. 20:00 | Србија | 3 : 4 (пен) (0:2, 1:1, 2:0, 0:0, 0:1) | Исланд | ЛД Пионир, Београд Посетилаца: 1.321 |

| Извор  | Извор         | Извор | Извор | Извор                                                                   |
| ------ | ------------- | ----- | ----- | ----------------------------------------------------------------------- |
|        |               |       |       | Судије Пшемислав Кепа Линијске судије Маријуш Смура Јароен ван ден Берг |
|        |               |       |       |                                                                         |
| 12 мин | Искључења     | 4 мин |       |                                                                         |
| 29     | Шутеви на гол | 44    |       |                                                                         |

| 15. април 2014. 13:00 | Естонија | 6 : 1 (0:0, 4:1, 2:0) | Белгија | ЛД Пионир, Београд Посетилаца: 305 |

| Извор  | Извор         | Извор  | Извор | Извор                                                    |
| ------ | ------------- | ------ | ----- | -------------------------------------------------------- |
|        |               |        |       | Судије Том Дарнел Линијске судије Реми Асум Давид Пардув |
|        |               |        |       |                                                          |
| 12 мин | Искључења     | 20 мин |       |                                                          |
| 51     | Шутеви на гол | 23     |       |                                                          |

| 15. април 2014. 16:30 | Исланд | 4 : 3 (пен) (2:2, 0:1, 1:0, 0:0, 1:0) | Израел | ЛД Пионир, Београд Посетилаца: 368 |

| Извор | Извор         | Извор | Извор | Извор                                                                   |
| ----- | ------------- | ----- | ----- | ----------------------------------------------------------------------- |
|       |               |       |       | Судије Пшемислав Кепа Линијске судије Маријуш Смура Јероен ван ден Берг |
|       |               |       |       |                                                                         |
| 6 мин | Искључења     | 2 мин |       |                                                                         |
| 37    | Шутеви на гол | 32    |       |                                                                         |

| 15. април 2014. 20:00 | Аустралија | 0 : 1 (0:0, 0:0, 0:1) | Србија | ЛД Пионир, Београд Посетилаца: 1.100 |

| Извор | Извор         | Извор | Извор | Извор                                                              |
| ----- | ------------- | ----- | ----- | ------------------------------------------------------------------ |
|       |               |       |       | Судије Лука Камшек Линијске судије Адријан Топарчеану Давид Чирнер |
|       |               |       |       |                                                                    |
| 8 мин | Искључења     | 8 мин |       |                                                                    |
| 31    | Шутеви на гол | 30    |       |                                                                    |

|  | Пласирала се у прву дивизију, група Б у 2015. |
|  | Пласман у другу дивизију група Б, у 2015.     |

| #  | Репрезентација | Ут | П | Ппр | Ипр | И | ГД | ГП | ГР  | Бод |
| -- | -------------- | -- | - | --- | --- | - | -- | -- | --- | --- |
| 1. | Естонија       | 5  | 5 | 0   | 0   | 0 | 36 | 8  | +28 | 15  |
| 2. | Исланд         | 5  | 1 | 3   | 0   | 1 | 18 | 15 | +3  | 9   |
| 3. | Србија         | 5  | 2 | 0   | 1   | 2 | 19 | 23 | -4  | 7   |
| 4. | Аустралија     | 5  | 1 | 0   | 2   | 2 | 13 | 14 | -1  | 5   |
| 5. | Белгија        | 5  | 1 | 1   | 0   | 3 | 17 | 25 | -8  | 5   |
| 6. | Израел         | 5  | 0 | 1   | 2   | 2 | 19 | 37 | -18 | 4   |

## Турнир групе Б
Такмичење у групи Б одржавало се од 5. до 11. априла у шпанском граду Хаки у Арагонији. Све утакмице играле су се у леденој дворани Павељон де Хјело. Победник такмичења постала је селекција домаћина Шпаније која је тиме обезбедила пласман у групу А исте дивизије у 2015. години, док је последње пласирана селекција Турске деградирана у такмичење треће дивизије за 2015.

### Резултати групе Б
Сатница је по локалном времену (УТЦ+2)
| 5. април 2014. 13:00 | Нови Зеланд | 6 : 3 (2:2, 2:0, 2:1) | Турска | Павељон де Хјело, Хака Посетилаца: 120 |

| Извор  | Извор         | Извор  | Извор | Извор                                                                  |
| ------ | ------------- | ------ | ----- | ---------------------------------------------------------------------- |
|        |               |        |       | Судије Максим Урда Линијске судије Алехандро Гарсија Крис ван Гринсвен |
|        |               |        |       |                                                                        |
| 12 мин | Искључења     | 10 мин |       |                                                                        |
| 44     | Шутеви на гол | 35     |       |                                                                        |

| 5. април 2014. 16:30 | Јужна Африка | 1:4 (0:1, 0:1, 1:2) | Кина | Павељон де Хјело, Хака Посетилаца: 450 |

| Извор | Извор         | Извор | Извор | Извор                                                      |
| ----- | ------------- | ----- | ----- | ---------------------------------------------------------- |
|       |               |       |       | Судије Ђорђе Фазекаш Линијске судије Вања Белић Руди Мејер |
|       |               |       |       |                                                            |
| 8 мин | Искључења     | 6 мин |       |                                                            |
| 17    | Шутеви на гол | 39    |       |                                                            |

| 5. април 2014. 20:30 | Мексико | 3:5 (0:1, 1:3, 2:1) | Шпанија | Павељон де Хјело, Хака Посетилаца: 2.350 |

| Извор  | Извор         | Извор | Извор | Извор                                                      |
| ------ | ------------- | ----- | ----- | ---------------------------------------------------------- |
|        |               |       |       | Судије Мишел Гасталдели Линијске судије Јан Церне Јан Фуре |
|        |               |       |       |                                                            |
| 12 мин | Искључења     | 6 мин |       |                                                            |
| 20     | Шутеви на гол | 44    |       |                                                            |

| 6. април 2014. 13:00 | Турска | 2:4 (1:1, 1:2, 0:1) | Јужна Африка | Павељон де Хјело, Хака Посетилаца: 381 |

| Извор | Извор         | Извор  | Извор | Извор                                                          |
| ----- | ------------- | ------ | ----- | -------------------------------------------------------------- |
|       |               |        |       | Судије Мишел Гасталдели Линијске судије Крис Купцус Руди Мејер |
|       |               |        |       |                                                                |
| 8 мин | Искључења     | 10 мин |       |                                                                |
| 32    | Шутеви на гол | 31     |       |                                                                |

| 6. април 2014. 16:30 | Нови Зеланд | 0:5 (0:1, 0:2, 0:2) | Мексико | Павељон де Хјело, Хака Посетилаца: 600 |

| Извор  | Извор         | Извор  | Извор | Извор                                                              |
| ------ | ------------- | ------ | ----- | ------------------------------------------------------------------ |
|        |               |        |       | Судије Шиници Такизава Линијске судије Јан Церне Алехандро Гарсија |
|        |               |        |       |                                                                    |
| 14 мин | Искључења     | 10 мин |       |                                                                    |
| 31     | Шутеви на гол | 44     |       |                                                                    |

| 6. април 2014. 20:00 | Шпанија | 4:0 (1:0, 0:0, 3:0) | Кина | Павељон де Хјело, Хака Посетилаца: 2.350 |

| Извор  | Извор         | Извор  | Извор | Извор                                                           |
| ------ | ------------- | ------ | ----- | --------------------------------------------------------------- |
|        |               |        |       | Судије Максим Урда Линијске судије Вања Белић Крис ван Гринсвен |
|        |               |        |       |                                                                 |
| 12 мин | Искључења     | 32 мин |       |                                                                 |
| 51     | Шутеви на гол | 12     |       |                                                                 |

| 8. април 2014. 13:00 | Мексико | 7:4 (2:3, 3:1, 2:0) | Кина | Павељон де Хјело, Хака Посетилаца: 180 |

| Извор | Извор         | Извор  | Извор | Извор                                                               |
| ----- | ------------- | ------ | ----- | ------------------------------------------------------------------- |
|       |               |        |       | Судије Шиници Такизава Линијске судије Вања Белић Алехандро Гарсија |
|       |               |        |       |                                                                     |
| 6 мин | Искључења     | 10 мин |       |                                                                     |
| 39    | Шутеви на гол | 19     |       |                                                                     |

| 8. април 2014. 16:30 | Нови Зеланд | 4:2 (0:2,1:0,3:0) | Јужна Африка | Павељон де Хјело, Хака Посетилаца: 300 |

| Извор | Извор         | Извор | Извор | Извор                                                   |
| ----- | ------------- | ----- | ----- | ------------------------------------------------------- |
|       |               |       |       | Судије Максим Урда Линијске судије Јан Церне Руди Мејер |
|       |               |       |       |                                                         |
| 8 мин | Искључења     | 8 мин |       |                                                         |
| 31    | Шутеви на гол | 20    |       |                                                         |

| 8. април 2014. 20:00 | Шпанија | 8:0 (2:0, 3:0, 3:0) | Турска | Павељон де Хјело, Хака Посетилаца: 2.100 |

| Извор  | Извор         | Извор  | Извор | Извор                                                     |
| ------ | ------------- | ------ | ----- | --------------------------------------------------------- |
|        |               |        |       | Судије Ђорђе Фазекаш Линијске судије Јан Фуре Крис Купцус |
|        |               |        |       |                                                           |
| 33 мин | Искључења     | 34 мин |       |                                                           |
| 48     | Шутеви на гол | 15     |       |                                                           |

| 9. април 2014. 13:00 | Кина | 2 : 3 (пр) (2:1, 0:0, 0:1, 0:1) | Нови Зеланд | Павељон де Хјело, Хака Посетилаца: 210 |

| Извор  | Извор         | Извор  | Извор | Извор                |
| ------ | ------------- | ------ | ----- | -------------------- |
|        |               |        |       | Судије Ђорђе Фазекаш |
|        |               |        |       |                      |
| 14 мин | Искључења     | 14 мин |       |                      |
| 45     | Шутеви на гол | 27     |       |                      |

| 9. април 2014. 16:30 | Турска | 1 : 5 (0:2, 1:0, 0:3) | Мексико | Павељон де Хјело, Хака Посетилаца: 150 |

| Извор  | Извор         | Извор  | Извор | Извор                    |
| ------ | ------------- | ------ | ----- | ------------------------ |
|        |               |        |       | Судије Микеле Гасталдели |
|        |               |        |       |                          |
| 41 мин | Искључења     | 12 мин |       |                          |
| 22     | Шутеви на гол | 39     |       |                          |

| 9. април 2014. 20:00 | Јужна Африка | 0 : 6 (0:1, 0:2, 0:3) | Шпанија | Павељон де Хјело, Хака Посетилаца: 1.850 |

| Извор  | Извор         | Извор | Извор | Извор                  |
| ------ | ------------- | ----- | ----- | ---------------------- |
|        |               |       |       | Судије Шиничи Такизава |
|        |               |       |       |                        |
| 10 мин | Искључења     | 2 мин |       |                        |
| 8      | Шутеви на гол | 42    |       |                        |

| 11. април 2014. 13:00 | Мексико | 3 : 1 (0:0, 1:, 2:1) | Јужна Африка | Павељон де Хјело, Хака Посетилаца: 138 |

| Извор  | Извор         | Извор  | Извор | Извор                                                           |
| ------ | ------------- | ------ | ----- | --------------------------------------------------------------- |
|        |               |        |       | Судије Ђорђе Фазекаш Линијске судије Жан Фуре Алехандро Гарсија |
|        |               |        |       |                                                                 |
| 10 мин | Искључења     | 10 мин |       |                                                                 |
| 38     | Шутеви на гол | 13     |       |                                                                 |

| 11. април 2014. 16:30 | Кина | 4 : 6 (1:3, 3:3, 0:0) | Турска | Павељон де Хјело, Хака Посетилаца: 150 |

| Извор  | Извор         | Извор | Извор | Извор                                                       |
| ------ | ------------- | ----- | ----- | ----------------------------------------------------------- |
|        |               |       |       | Судије Шиничи Таказава Линијске судије Јан Черне Руди Мејер |
|        |               |       |       |                                                             |
| 10 мин | Искључења     | 6 мин |       |                                                             |
| 42     | Шутеви на гол | 41    |       |                                                             |

| 11. април 2014. 20:00 | Шпанија | 6 : 2 (1:1, 4:1, 1:0) | Нови Зеланд | Павељон де Хјело, Хака Посетилаца: 2.350 |

| Извор  | Извор         | Извор  | Извор | Извор                                                          |
| ------ | ------------- | ------ | ----- | -------------------------------------------------------------- |
|        |               |        |       | Судије Максим Урда Линијске судије Крис Купкус Крис ван Гивсен |
|        |               |        |       |                                                                |
| 14 мин | Искључења     | 34 мин |       |                                                                |
| 66     | Шутеви на гол | 23     |       |                                                                |

|  | Пласирала се у другу дивизију, група А у 2015. |
|  | Пласман у трећу дивизију у 2015.               |

| #  | Репрезентација | Ут | П | Ппр | Ипр | И | ГД | ГП | ГР  | Бод |
| -- | -------------- | -- | - | --- | --- | - | -- | -- | --- | --- |
| 1. | Шпанија        | 5  | 5 | 0   | 0   | 0 | 29 | 5  | +24 | 15  |
| 2. | Мексико        | 5  | 4 | 0   | 0   | 1 | 23 | 11 | +12 | 12  |
| 3. | Нови Зеланд    | 5  | 2 | 1   | 0   | 2 | 15 | 18 | -3  | 8   |
| 4. | Кина           | 5  | 1 | 0   | 1   | 3 | 14 | 21 | -7  | 4   |
| 5. | Јужна Африка   | 5  | 1 | 0   | 0   | 1 | 8  | 19 | -11 | 3   |
| 6. | Турска         | 5  | 1 | 0   | 0   | 4 | 12 | 27 | -17 | 3   |